# 火花飞舞
《火花飞舞》是美国創作歌手泰勒·斯威夫特的一首歌曲，收錄於她的第三张录音室专辑《爱的告白》。在2006年发行首支单曲《蒂姆·麦格罗》前，斯威夫特16岁时便写下这首歌。2007年现场表演后，歌曲在她的粉丝群中越来越受欢迎。在《放手去爱》还在创作的时候，她便收到粉丝将歌曲收入专辑的请求。歌曲由斯威夫特創作，並由斯威夫特和内森·查普曼共同制作，于2011年6月18日由大機器唱片派送到美国乡村电台。2011年8月10日，CD單曲在斯威夫特的官方網站商店限时发售。
歌曲获得音评人普遍积极的评价，他们称赞歌曲的弱拍节奏。其他人则赞赏斯威夫特的作词，声称这首歌是乡村乐与流行乐的一次跨界。歌曲发行后，分别以第17名和第28名的成绩首次亮相美国公告牌百强单曲榜和加拿大百强单曲榜，两个国家的数字销量都很强势。歌曲作为单曲发行后，以第84位登上公告牌百强榜。歌曲在美国《公告牌》热门乡村单曲榜位列榜首，获得美国唱片工业协会销量超100万份的白金认证。歌曲被用作爱的告白世界巡回演唱会（2011-2012年）的开场曲。歌曲的音乐录影带于2011年8月8日发布，录影带由巡演期间的几个表演片段拼接而成。

## 背景与发行
2010年，斯威夫特着手创作她的第三张录音室专辑《爱的告白》。斯威夫特16岁时（2006年）在同名专辑发行前就写下了该曲。她曾在几场酒吧表演中向四五十人现场演绎这首歌。2007年，在她一场音乐会中录下的这首歌的现场录制版流入网络。这首歌成了斯威夫特的粉絲的最爱，许多人认为其应该被收录在一张专辑中。因此，泰勒絲重制了这首歌，并将其收入了《爱的告白》。对于这首歌，斯威夫特表示：“有一首歌我几年前就写下了，之后我便一直完善它。很高兴看见歌曲几年来改变了许多。虽然有歌迷之前在演唱会上就听过这首歌了，但我对歌曲还做了些超酷的改动，对这些改动，我真的非常满意，已经迫不及待想让他们听到了。”
歌曲作为《爱的告白》的第五首单曲，于2011年7月18日派往乡村音乐电台。斯威夫特官方网站发行了一个独家礼包，包含一条《爱的告白》项链和编码独一无二的《火花飞舞》CD单曲。CD单曲只生产2500张，包裹限时抢购。单曲后来也加入斯威夫特官方网站的另一个独家礼包。而这次礼包包含目标百货独家发售的《爱的告白》豪华版、一对免费耳机和任君选择的《火花飞舞》、《我们的故事》或《太刻薄》单曲CD。歌曲出现在CW电视网电视剧《南国医恋》的宣传预告片中。歌曲还出现在2012年一年一度的“梅西百货国庆日烟花汇演”（Macy's 4th of July Fireworks Show）中，并录入《现在我是这样称呼乡村乐的第五辑》。

## 音乐与歌词
《火花飞舞》是一首时长4分22秒的乡村流行乐。歌曲由泰勒絲独自创作，以D小调写就，斯威夫特在這首歌的音域跨越F3到C5两个音域。约纳森·基夫（Johnathan Keefe）声称清唱的“‘放下所有的事情’（Drop everything now）的惊呼轻易引人关注，斯威夫特的行动号召隐含着绝望，向大多数人回应称她的作品是纯洁的。”鲍比·皮库克（Bobby Peacock）表示：“我不介意2007年版中的班卓琴是否保留，它被遗漏也无伤大雅。也许我最大的疑惑是这首歌的副歌破坏了下半段——它起于跟以往一样的强调和赞美，但谈不上‘魅力’。几乎感受到她的声音在中途消失了。”《Engine 145》的布雷克·博尔特（Blake Boldt）表示：“《火花飞舞》围绕着一个简单但向大多数人回应称她的作品是纯洁的的让人记忆深刻的叠句歌词展开——‘我能看到火花绽放，当你微笑时’，这进一步巩固了斯威夫特身为流行乐坛最诡计多端的创作型歌手的声誉”。《乡村乐品味》（Taste of Country）的阿曼达·汉森（Amanda Hensel）评论歌曲的副歌时表示：“尽管泰勒絲暗示这种特别的暗恋是个‘坏主意’，她仍然在副歌中坚称他们应该走到一起：‘放下所有的事情，我与你在瓢泼大雨/在人行道上与我相吻/带走所有的痛楚/因为我看能看到火花绽放/在你微笑时’，她执意唱道。”
泰勒絲表示，歌曲是关于“爱上一个你也许不该爱上的人，但你不能阻止你自己，因为这样一种联系和默契”的。

## 专业评价
歌曲获得音评人的积极评价。《滚石》的罗布·谢菲尔德（Rob Sheffield）称赞斯威夫特在歌曲中的声线，评论称她的声线在这样一首弱拍歌曲中不受侵袭，足以掩藏她成为歌手的大师气质。而《牛津人评论》的拉胡尔·普拉巴卡尔（Rahul Prabhakar）认为歌曲“像注入了兴奋剂，让人不禁甩头发”。《偏锋杂志》的约纳森·基夫表示歌曲是“泰勒絲模式套路最纯真的更迭”，并表示歌曲“能为泰勒絲扭转局面，也许是流行制作和创作佳作迭出的歌曲创作生涯中构造得最完美的单曲。”他总结称，歌曲“证明了那些惯用的措辞在合理的范围内是如何唤起感情的。总的来说，《火花飞舞》作为一块模板，尽可能地去充当一首独立单曲，证明斯威夫特正步入正轨。”《Roughstock》的鲍比·皮库克表示他感觉“泰勒絲开始在电台表现得有点倦怠。她的歌曲一旦去到高潮就像岩石一样坠落，她目前三首公告牌上榜歌曲，没有一首打榜。尽管我不认为这首歌具备妙不可言的特性，足以让她再度获得《与我同在》水平的热门单曲，但我仍然觉得她的努力离值得一听的程度差了一点点。”《Engine 145》的布雷克·博尔特则称赞泰勒絲表示“她的的个人情感倾注路线带有紧迫性（她坚称“放下所有的事情”）和真挚（她恳求“带走所有的痛楚”），这是对她才华的一种致敬，与其说她是一位杰出的歌手，倒不如说她是一个优秀的沟通者。每个疲惫的音符意味深远。‘我该留下，还是应该离开？’她思索着，在他再次打电话给她前打发时间。”《乡村乐品味》的阿曼达·汉森声称歌曲“只不过是另一首将歌词不断在乡村乐和流行乐间踢来踢去，以打造100%斯威夫特专属流派的所谓斯威夫特歌曲。”《西雅图周刊》（Seattle Weekly）的埃林·汤普森（Erin Thompson）声称他并没有“爱上”这首歌，并把这首歌拿去跟斯威夫特以前的作品《爱的告白》、《给史蒂芬》、《直到永远》比较，表示泰勒絲“在她的许多歌曲中都写过站在雨中，我开始觉得每次她准备好坐下来写歌都会看。”《Spin》的米卡尔·伍德（Mikael Wood）认为歌曲有像泰勒絲的《直到永远》那样的活泼曲调。

## 商业表现
专辑于2010年11月4日发行后，歌曲在公告牌百强单曲榜中以第17位首次亮相。由于113000次下载的强势数字渠道销量，斯威夫特在同一个星期成为第一位有十首单曲在百强榜首秀的歌手。加上《我的最爱》，斯威夫特总共有11首歌在同一个星期上榜，这使得泰勒絲成为单个星期内最多歌曲在百强榜上榜的女歌手。歌曲在热门乡村单曲榜赢得第49位的开门红。《公告牌》将歌曲列入他们的2011年五大潜力流行热歌榜单。2011年8月6日周末，歌曲在乡村榜从第39位飙升到第31位。单曲发行后，歌曲于2011年8月27日周末以第84位的成绩重新进入百强榜。2011年10月8日周末，歌曲在乡村榜从第13位跃升至第10位。歌曲在乡村榜从第13位跃升至第10位。歌曲在《公告牌》电台歌曲榜的最高排位为第24位。歌曲于2011年11月26日当周在乡村榜登顶，成为泰勒絲自2009年《与我同在》以来，两年内第一首在上述榜单登顶的单曲。2011年11月29日，歌曲获得美国唱片工业协会的金销量认证。歌曲在2011年热门乡村单曲榜年终榜单上位列第37。截至2012年8月，歌曲在美国售出超过100万首。歌曲于2010年11月13日在加拿大以第28位首秀。
歌曲在2012年儿童选择奖上被提名为“最受欢迎歌曲”。歌曲在2012年青少年选择奖赢得青少年选择奖乡村音乐类-乡村歌曲奖。

## 现场表演与音乐录影带
2007年5月30日在加利福尼亚州奥维利黄金乡村赌场（Gold Country Casino）拍到的现场表演视频被上传到YouTube。那时候歌曲还没有发行，用班卓琴和小提琴演奏，歌词跟专辑版不同。歌曲是愛的告白世界巡迴演唱會的开场曲目。表演开始于人们如何“开口讲出”他们的感受的方法的剪辑，泰勒絲之后从一团烟雾中升起，大唱“放下所有的事情”后正式开始歌唱。表演过程中还用到了烟火，用电吉他代替班卓琴，在斯威夫特的第一张现场专辑《爱的告白世界巡回演唱会现场》。在对专辑的评论中，《Roughstock》的马特·本约克（Matt Bjorke）指出斯威夫特的歌曲的冲击力是演唱会期间的突出点。斯威夫特还在CMA音乐节中演绎该曲。在演唱开始前，斯威夫特穿过观众席前往舞台并开始演唱。
歌曲是泰勒絲在内华达州拉斯维加斯2012年iHeartRadio音乐节上首秀时唱的第一首歌。在妮娜·杜波夫的介绍下，斯威夫特出现在观众中，穿过人群走上舞台，大唱歌曲呼之欲出的让人记忆深刻的叠句歌词“放下所有的事情”。
歌曲的音乐录影带于2011年8月8日在斯威夫特官方网站宣布。2011年8月10日北美中部时区下午4点30分，录影带在她的官方网站首播。导演是克里斯蒂安·兰姆（Christian Lamb）。视频包含爱的告白世界巡回演唱会的多个片段，如《爱的告白》、《重回十二月》、《复仇女王》、《太刻薄》和其他表演，还有开场前的片段。视频部分片段出自巡演的四个不同地点的场次，包括一场在新泽西州纽华克的表演。雨中镜头取自吉列体育场的一场夏季表演。《乡村乐品味》的比利·杜克斯（Billy Dukes）称赞视频并表示：“她能从舞台对手身上汲取魔术和舞台喜剧效果，这几乎是所有人在一部更像好莱坞‘大片’的音乐录影带中梦寐以求的元素。”发行首周，音乐录影带获得40多万次观看，助力推动泰勒絲在《公告牌》的Social 50榜单上从第19跃升至第10。MTV新闻的乔斯林·维纳（Jocelyn Vena）称赞视频的镜头，表示它“完美包装了巡演的剧场式布景、舞者、空中飞人、烟火、服装变化和偶尔的暴风雨等振奋人心的元素”。录影带于2011年8月27日成为雅虎音乐流点播次数最多的视频。截至2021年9月，视频在YouTube取得7900多万次观看。

## 曲目列表
- 限量版CD单曲：[11]

1. "Sparks Fly" – 4:20

## 榜单表现
| 榜单（2010-2011年）              | 最高排位 |
| -------------------------------- | -------- |
| 加拿大（Canadian Hot 100）       | 28       |
| 美国（《告示牌》百大單曲榜）     | 17       |
| 美國（《告示牌》热门乡村歌曲榜） | 1        |

| 榜单（2011年）                   | 排位 |
| -------------------------------- | ---- |
| 美国热门乡村单曲榜（《公告牌》） | 37   |

| 地區                                  | 认证 | 认证单位/销量 |
| ------------------------------------- | ---- | ------------- |
| 美国（美國唱片業協會）                | 白金 | 1,000,000‡    |
| *僅含認證的實際銷量 ^僅含認證的出貨量 |      |               |

| 前任者： 《疯狂的女孩》 艾利·杨乐队 | 《公告牌》热门乡村单曲榜 冠军单曲 2011-11-26 | 繼任者： 《乡下要有乡下的野》 布兰特利·吉尔伯特 |

## 发行历史
| 国家 | 日期          | 格式         | 厂牌       |
| ---- | ------------- | ------------ | ---------- |
| 美国 | 2011年7月18日 | 乡村电台     | 大机器唱片 |
| 美国 | 2011年8月10日 | 限量版CD单曲 | 大机器唱片 |